# Alexandre Protais
Pour les articles homonymes, voir Protais.

Soldats jouant aux quilles, musée de Grenoble.

Alexandre Protais, né le 17 octobre 1825 à Paris 5e et mort le 25 janvier 1890 à Paris 9e, est un peintre français.

## Biographie
Élève du peintre d'histoire Augustin Desmoulins, Paul-Alexandre Protais suit l’armée française durant la Guerre de Crimée sous la direction du général Bosquet, et la campagne d'Italie de 1859 et la guerre franco-allemande de 1870 sous la direction du général de Ladmirault. Pour s’être placé au milieu des soldats, pendant les alertes, il a été blessé à trois reprises, et compte parmi les peintres de batailles les plus populaires de son époque.
Sa belle-sœur, Camille-Ange Protais, était la petite-fille du général Jean-François Christophe, baron d'Empire.
Sa nièce, Virginie Protais, épousa Maurice Hamman, fils d’Édouard Jean Conrad Hamman, peintre. Leur second fils, Joë Hamman, était l'ami de Buffalo Bill et introduisit le western en France.
Protégé de la princesse Mathilde, cousine de Napoléon III, il était l’ami intime d’Alexandre Dumas fils et du peintre Ernest Meissonier dont il partageait la passion pour le billard. Il faisait également partie du cercles des proches du peintre et écrivain Eugène Fromentin et de Charles Busson en compagnie duquel il peignit des paysages. Il fut invité aux « vendredis » du comte de Nieuwerkerke, où se trouvaient réunis artistes, hommes d’affaires et hommes politiques, et fut convié à l'élégante « Série de Compiègne », organisée par l’empereur et l’impératrice du 3 au 10 décembre 1864.
À la suite de la mort du prince impérial, le 1er juin 1879, tué en Afrique du Sud, l'impératrice commande trois tableaux au peintre : Une reconnaissance, Zoulouland, Le Prince impérial met l'épée à la main et Le Prince mort. 
Lors de la mort du peintre en 1890, l'Impératrice Eugénie adresse une lettre de condoléance à son frère. 
Il est inhumé au cimetière de Montmartre.

## Analyse de sa production artistique
On a dénombré dans la presse et sous la plume des critiques environ 225 œuvres répertoriées de Protais. On connaît un pastel, divers dessins dont beaucoup sur la guerre de Crimée, cinquante peintures à l'huile et douze autres œuvres qui ne sont connues que par la gravure. Au Salon de 1863, les deux œuvres qui firent sa gloire, Le Matin avant l’attaque et Le Soir après le combat, entouraient le portrait de l’empereur par Hippolyte Flandrin. Vincent van Gogh a commenté Souvenir de la patrie (Lettre du 18 septembre 1873).
Ses tableaux occupent différents sujets : les peintures de batailles (Mort du Colonel de Brancion, Attaque du Mamelon-Vert, Bataille de Solférino, La Défense de Saint-Privat), l’honneur de la patrie (Le Matin avant l’attaque, Le soir après le combat, La Garde du drapeau, La Séparation, Armée de Metz, Le Bataillon carré, Soir de Waterloo, Souvenir de la patrie, Un Renseignement, Le Drapeau et l’armée), les scènes de genre militaires (La Fin de la halte, Les Vainqueurs, Le Retour dans la patrie, À l’aube, En marche, Une mare, Pendant l’armistice, Lac de Garde, La Fin de l’averse), l’expression individuelle des sentiments (La Ddernière Pensée, Le soir de Saint-Privat, Morts pour la patrie, Les Vainqueurs de Gravelotte, La Dernière Pensée du soldat fatigué, Épisode de la bataille de Coulmiers, Les Vainqueurs) et enfin les scènes de plein air (À l’ombre, La Soupe, Soldats jouant aux quilles).
Dans la grande famille des peintres militaires de son époque, qui compte Ernest Meissonier, Adolphe Yvon, Charles Édouard Armand-Dumaresq, Alphonse de Neuville, et parmi les plus jeunes, Wilfrid-Constant Beauquesne, Étienne-Prosper Berne-Bellecour et Édouard Detaille, il est considéré comme un peintre affectif et sentimental. « M. Protais n'est pas seulement un peintre de talent, c'est surtout un observateur, un poète » Louis Auvray-1863. C’est cette traduction très personnelle des actes de bravoure et des souffrances dont il avait été le témoin oculaire sur les champs de bataille qui lui valut son succès dans les années 1860-1880. 
Louis Auvray, 1863 : « Avec M. Protais on est toujours vivement pris au cœur » Jules Richard
Jules Claretie, 1874 :« On ne pourra pas écrire, plus tard, sur les campagnes de Crimée ou d'Italie sans consulter les tableaux de Protais » et « Monsieur Protais semblait s'être donné pour tâche de faire haïr la guerre, mais de faire aimer le soldat ». Cependant, sa notice dans le Nouveau Larousse illustré - Dictionnaire universel encyclopédique mentionne qu'il donne « au soldat un aspect un aspect net et séduisant ; son débraillé est presque élégant et coquet. »

## Œuvres

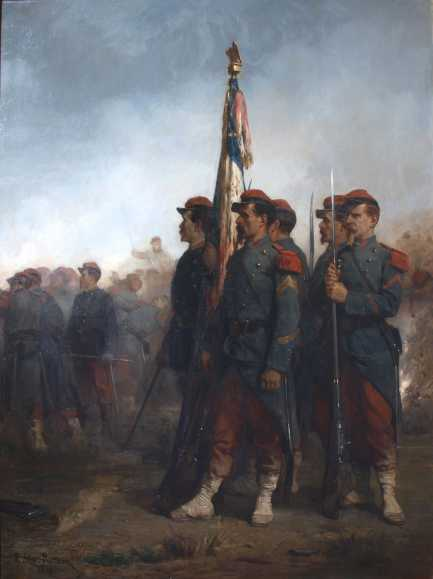
La Garde du drapeau (1876), Bayeux, musée Baron Gérard.

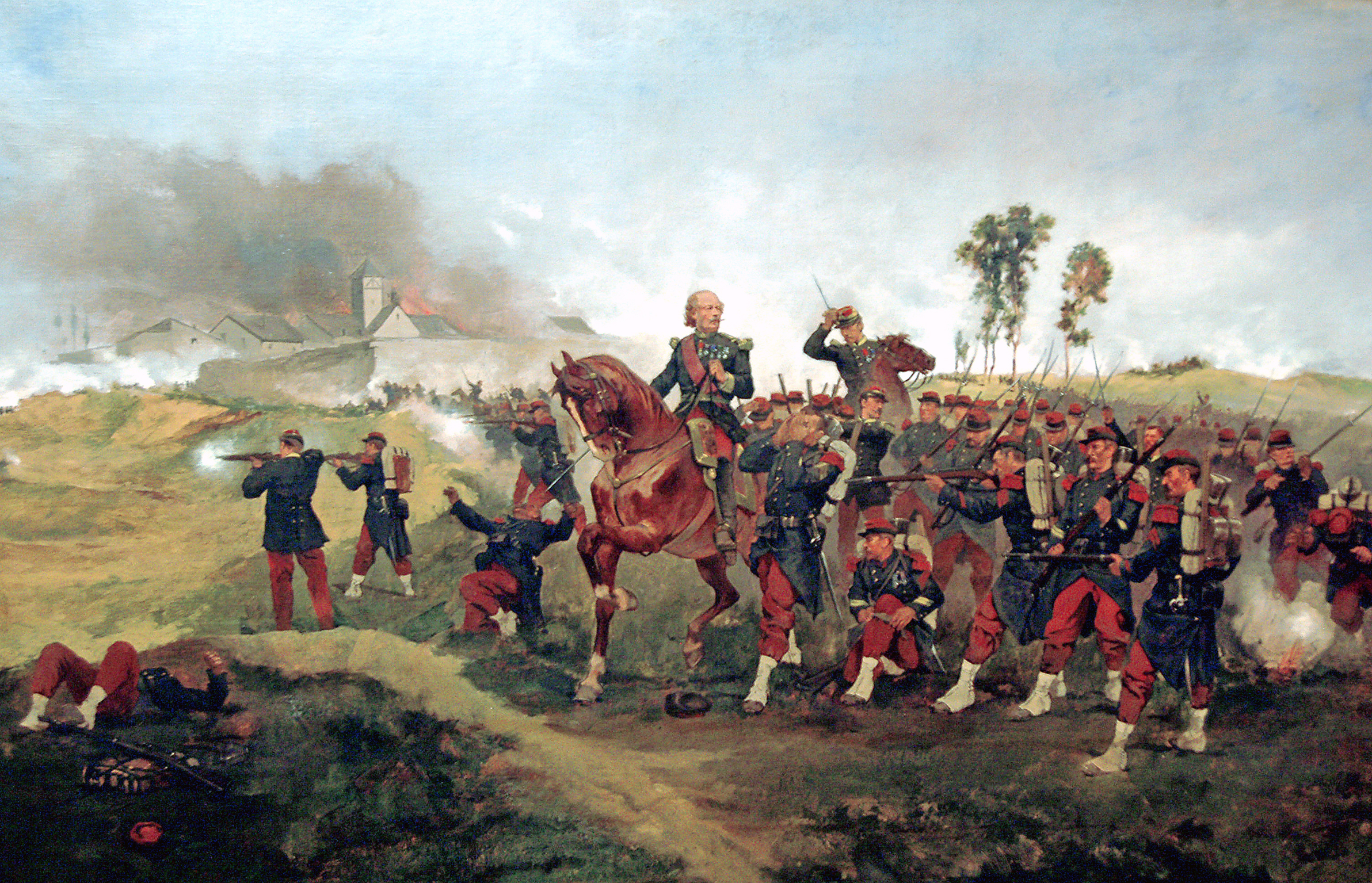
Défense de Saint-Privat, mairie de Saint-Privat.

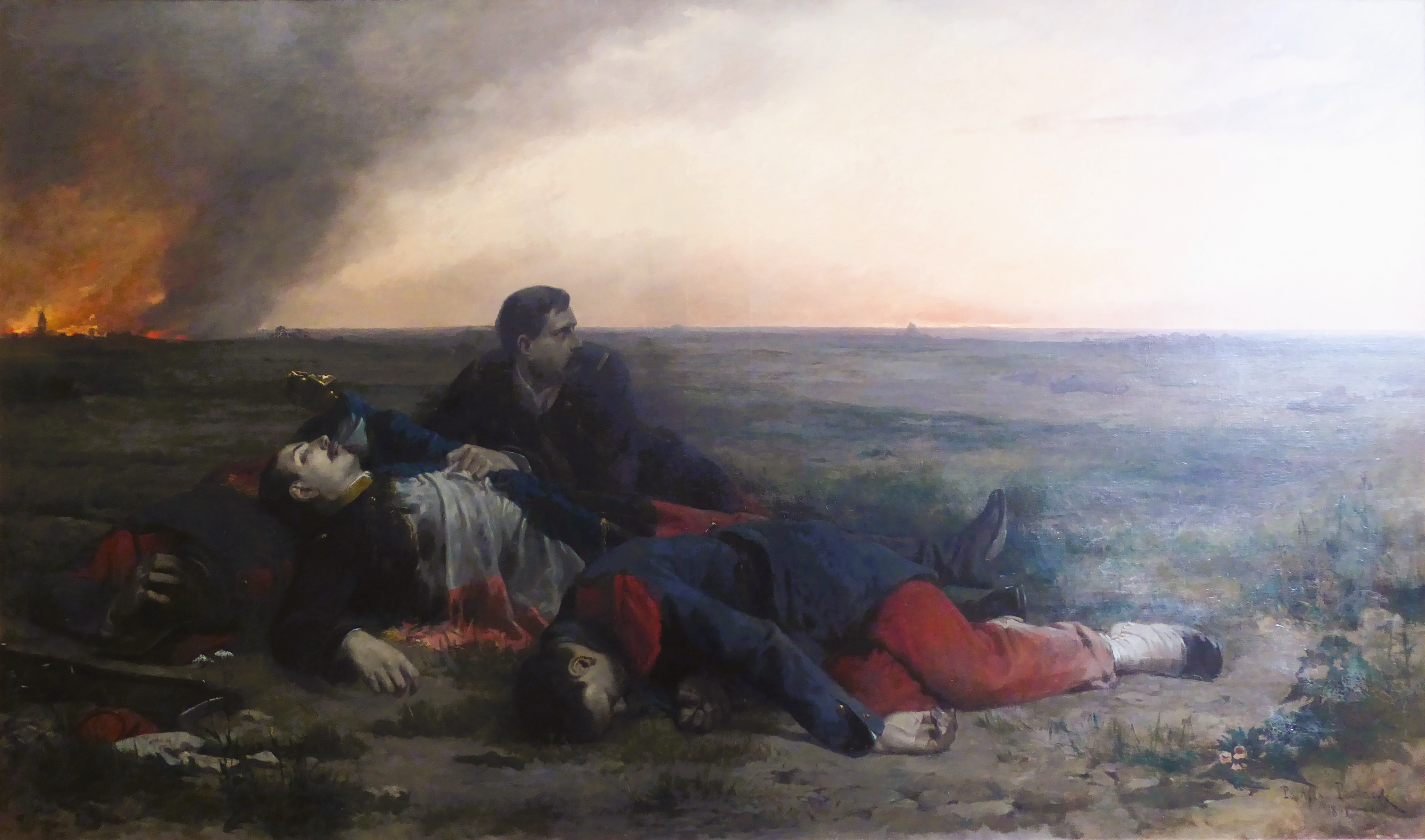
1870 (Saint-Privas), 1875, musée des Beaux-Arts et d'Histoire naturelle de Châteaudun (Eure-et-Loir).

### Peintures présentées au Salon
- 1850 : Portrait de M. H.P et Portrait de M. A. P.
- 1857 : Bataille d’Inkermann.
- 1857 : Mort du colonel de Brancion.
- 1857 : Le Devoir.
- 1859 : L’Attaque et la prise du Mamelon Vert et des Ouvrages Blancs.
- 1859 : La Dernière Pensée du soldat mortellement blessé.
- 1861 : Sur la route de Magenta (Campagne d’Italie).
- 1861 : Passage de la Sesia (Campagne d’Italie).
- 1861 : Une marche le soir (Campagne d’Italie).
- 1861 : Deux Blessés (Campagne d’Italie).
- 1861 : Une Sentinelle (Crimée), souvenir de la patrie.
- 1863 : Le Matin avant l’attaque (troisième médaille).
- 1863 : Le Soir après le combat (troisième médaille).
- 1863 : Retour de la tranchée en Crimée.
- 1864 : La Fin de la halte .
- 1864 : Passage du Mincio, le 1er juillet 1859, Campagne d’Italie.
- 1865 : Les Vainqueurs, retour au camp, Crimée (troisième médaille).
- 1865 : Un enterrement (Crimée) .
- 1866 : Soldat blessé ou Soldat mourant.
- 1866 : Bivouac
- Exposition universelle de 1867 : Le Matin avant l’attaque, Le Soir après le combat, Les Vainqueurs, retour au camp.
- 1867 : Retour de Crimée, en vue de France.
- 1868 : La Grand’ halte (hors-concours).
- 1868 : La Prière du soir, à bord (hors-concours).
- 1869 : Une mare.
- 1869 : Percement d’une route (hors-concours).
- 1870 : En marche.
- 1870 : La Nuit de Solferino.
- 1872 : La Séparation, armée de Metz.
- 1872 : Prisonniers, environs de Metz.
- 1873 : Le Repos.
- 1874 : Une alerte.
- 1874 : Metz.
- 1875 : Gardes françaises et gardes suisses.
- 1875 : Une mare.
- 1876 : La Garde du drapeau, Souvenir de l’armée de Metz.
- 1876 : Une étape.
- 1877 : Passage de rivière.
- 1877 : 6 août 1870. Cuirassier.
- 1878 : En réserve
- Exposition universelle de 1878 : Une étape, La garde du drapeau.
- 1878 : Exposition Goupil : Metz, août 1870.
- 1881 : Le Drapeau et l’Armée.
- 1882 : À l’aube.
- 1883 : Marche.
- 1884 : En reconnaissance.
- 1884 : Passage du gué.
- 1885 : Sentinelle avancée.
- 1885 : Chasseurs à pied.
- 1886 : Soir de Waterloo, ou le bataillon carré (1815).
- 1887 : Convoi de blessés.
- 1887 : Les Bords de l’Yerres, à Suisnes.
- 1888 : Halte (hors-concours).
- 1888 : La Fin de l’averse
- Exposition universelle de 1889, exposition centenale : La Séparation (1872).
- 1890 : Exposition de l’Union Artistique : Le Soir du combat, Matinée aux avant-postes.
- Exposition universelle de 1900 : En marche.

## Collections publiques
- Bayeux, musée Baron Gérard : La Garde du drapeau.
- Bordeaux, musée Goupil : Souvenir de la patrie, Le Retour dans la patrie, Pendant l’armistice, Lac de Garde, Les Vainqueurs de Gravelotte, Après la capitulation de Metz, La Séparation, Armée de Metz, Le Soir de Saint-Privat, Prisonniers, La Fin de l’averse, Le Retour des vainqueurs (gravures).
- Carcassonne, musée des Beaux-Arts : Un Renseignement.
- Chantilly, musée Condé : Le Matin avant l’attaque, Le Soir après le combat.
- Châteaudun, musée des Beaux-Arts et d'Histoire Naturelle : Le Soir de Saint-Privat, Morts pour la patrie, 1870, donné par l’État, 1875.
- Compiègne, château de Compiègne : Percement d'une route.
- Grenoble, musée : Soldats jouant aux quilles.
- Guer, Académie militaire de Saint-Cyr Coëtquidan : Le Drapeau et l’armée[5].
- Limoges, musée des Beaux-Arts : La dernière pensée du soldat mortellement blessé.
- Marseille, musée des Beaux-Arts : Les Vainqueurs, Retour au camp.
- Nantes, musée d'Arts : Soir de Waterloo, le bataillon carré, 1815.
- Orléans, musée des Beaux-Arts : Une mare.
- Paris, musée de l’Armée : Le Ravin du carénage et un album de dessins.
- Rouen, musée des Beaux-Arts : À l’aube.
- Saint-Privat-la-Montagne, mairie : La Défense de Saint-Privat.
- Toulon, musée d'Art : En marche.
- Tours, musée des Beaux Arts : Passage de rivière.
- Toulouse, musée des Augustins : La Fin de la halte.
- Versailles, musée de l'Histoire de France : La Bataille de Solferino, Mort du colonel de Brancion, Attaque et prise du mamelon vert et des ouvrages blancs.